# 宮崎夏帆
宮崎 夏帆（みやざき かほ、1993年4月8日 - ）は、日本のAV女優。NAX所属。
身長:150cm。スリーサイズ:B84(E65)・W58・H82cm。血液型:A型。 趣味:カラオケ、音楽鑑賞。特技:ギター。

## 略歴・人物
神奈川県出身。2014年3月、ビデオメーカー・h.m.pの専属女優としてデビューしたロリ系のAV女優。

## 出演作品

### アダルトDVD
2014年
- 某大手プロダクションアイドルユニットを脱退! 芸能界で仕込まれた大人SEXでデビュー（3月7日、h.m.p）
- 性交覚醒 ヘンタイになり過ぎてごめんね…（4月4日、h.m.p）
- 唾液ダラダラ・マン汁ヌルヌル糸引きセックス（5月2日、h.m.p）
- 絶対終わらせない♥限界射精SEX（6月6日、h.m.p）
- AVアイドルをくすぐっチャオ♪（7月1日、h.m.p）※AV OPEN 2014（ミドル級）参加作品　共演:青山未来、浅倉愛
- 美少女即ハメ白書 27（8月22日、ソクハメラボ）他出演:かなたいおり、あやね遥菜、楓ゆうか
- 中出し解禁!! メジャーデビューを餌に膣中発射!!（8月25日、本中）
- 宮崎夏帆・ベスト 4時間 完全保存盤（9月5日、h.m.p）※総集編
- kawaii*航空へようこそ♪ －ミニスカ巨乳CA研修編－（9月25日、kawaii*）共演:茜あずさ、辻井ゆう、浜崎真緒
- 親には内緒の妹近親相姦旅行 かほ1●才（11月21日、I.B.WORKS）[要出典]

### イメージDVD
- 初裸 64（2014年2月13日、グラッツコーポレーション）
- Sexy Idol Imagination（2014年9月29日、オルスタックソフト販売）